# Macedónia do Norte no Festival Eurovisão da Canção 2010
A Macedónia confirmou a sua presença no Festival Eurovisão da Canção 2010, a 31 de Outubro de 2009.

## Skopje Fest 2010
Para 2010, a Macedónia continuará com o seu processo de selecção já conhecido, o  Skopje Fest. Serão realizadas duas semi-finais e uma final. As candidaturas poderão começar a ser enviadas para a televisão da Macedónia a 10 de Novembro, e o prazo final é a 20 de Dezembro.